# Drosophila antillea
Drosophila antillea este o specie de muște din genul Drosophila, familia Drosophilidae, descrisă de Heed în anul 1962. Conform Catalogue of Life specia Drosophila antillea nu are subspecii cunoscute.